# Пламвил (Пенсилванија)
Пламвил (енгл. Plumville) град је у америчкој савезној држави Пенсилванија.

## Демографија
По попису из 2010. године број становника је 307, што је 35 (-10,2%) становника мање него 2000. године.
| Група             | 2000.       | 2010.       |
| Белци             | 337 (98,5%) | 301 (98,0%) |
| Афроамериканци    | 0 (0,0%)    | 1 (0,3%)    |
| Азијати           | 0 (0,0%)    | 1 (0,3%)    |
| Хиспаноамериканци | 0 (0,0%)    | 1 (0,3%)    |
| Укупно            | 342         | 307         |